# 29880 Andytran
29880 Andytran è un asteroide della fascia principale. Scoperto nel 1999, presenta un'orbita caratterizzata da un semiasse maggiore pari a 3,1165961 UA e da un'eccentricità di 0,1468879, inclinata di 1,85843° rispetto all'eclittica.